# Білоусов Василь Савелійович
Василь Савелійович Білоусов (2.12.1925 — 8.09.1977) — радянський військовик, Герой Радянського Союзу (1943), у роки німецько-радянської війни стрілець 8-ї стрілецької роти 212-го гвардійського стрілецького полку 75-ї гвардійської стрілецької дивізії 30-го стрілецького корпусу 60-ї Армії Центрального фронту, гвардії червоноармієць. Опісля війни гвардії капітан.

## Біографія
Народився 2 грудня 1925 року в с. Роздори, нині Лозівський район, Харківська область. Працював електрозварником, маляром.
Призваний до Червоної Армії у 1943 році Ашхабадським МВК у м. Ашхабад (Туркменистан). На фронті з 4 вересня 1943 року, стрілець 8-ї стрілецької роти 212-го гвардійського стрілецького полку 75-ї гвардійської стрілецької дивізії.
Особливо відзначився В. С. Білоусов при форсуванні річки Дніпро північніше Києва восени 1943 року, у боях при захопленні та утриманні плацдарму на правому березі Дніпра в районі сіл Глібівка та Ясногородка (Вишгородський район Київської області). В наградному листі командир 212-го гвардійського стрілецького полку гвардії полковник Борисов М. С. написав:

Білоусов одним з перших форсував ріку Дніпро, безстрашно, не шкодуючи сил і життя, бився проти німецьких розбійників. Під час наступу на с. Ясногородка він першим увірвався в бойові порядки противника і сам особисто вбив 15 німців, 3-х взяв у полон і доставив іх у штаб.

Указом Президії Верховної Ради СРСР від 17 жовтня 1943 року за мужність і героїзм проявлені при форсуванні Дніпра і утриманні плацдарму гвардії червоноармійцю Білоусову Василю Савелійовичу присвоєне звання Героя Радянського Союзу з врученням ордена Леніна і медалі «Золота Зірка».
В 1944 році закінчив курси молодших лейтенантів, у 1946 курси вдосконалення офіцерського складу. Капітан запасу.
Жив і працював у м. Чернівці, там же помер і похований у 1977 році.

## Нагороди
- медаль «Золота Зірка» № 1923 Героя Радянського Союзу (17 жовтня 1943)
- Орден Леніна
- Орден Червоної Зірки
- Медалі

## Пам'ять
- Ім'я Героя носить одна з вулиць міста Чернівці.